# Biebing (Frauenneuharting)
Biebing ist ein Gemeindeteil von Frauenneuharting im oberbayerischen Landkreis Ebersberg. Die Einöde liegt circa eineinhalb Kilometer südwestlich von Frauenneuharting.

## Geschichte
Biebing wird als Buobingin zwischen 1092 und 1113 erstmals in den Traditionen des Klosters Tegernsee genannt, als die Edle Gisela von Biebing 
sich mit ihren Töchtern als Zinspflichtige unterstellt. 